# Каспар Бернхард I фон Рехберг
Каспар Бернхард I фон Рехберг-Донцдорф (на немски: Kaspar Bernhard I. Freiherr von Rechberg; † 20 октомври 1605) е благородник от швабския род „Рехберг“, господар в Донцдорф в Баден-Вюртемберг, от 1601 г. имперски фрайхер фон Рехберг.

## Произход
Той е най-малкият син, от десетте деца на Йохан (Ханс) III фон Рехберг († 1574) и съпругата му Маргарета Анна фон Рехберг († 1572), дъщеря на Еркингер фон Рехберг († 1525/1527) и Доротея фон Хюрнхайм († 1529). Внук е на рицар Албрехт фон Рехберг († 1510), господар на Илерайхен, и правнук на Гауденц фон Рехберг († 1460).
През 1568 г. баща му Ханс фон Рехберг построява новия дворец в Донцдорф и се нанася в него.
Братята Каспар Бернхард I фон Рехбер и Ханс Гебхард фон Рехберг († 1619) са издигнати на 11 март 1601 г. в Прага на имперски фрайхер фон Рехберг. Синът му Каспар Бернхард II (1588 – 1651) е издигнат на 22 юни 1626 г. във Виена на имперски граф.
Хоенрехберг става господство на 29 декември 1627 г.

## Фамилия
Първи брак: декември 1569 г. с Йохана фон Волмерсхаузен († 1588), дъщеря на Филип фон Волмерсхаузен и Осана фон Нойхаузен. Те имат 11 деца:
- син († 8 март 1573)
- Маргарета († 1577)
- Ханс Вилхелм (* 23 юни 1580; † 1582)
- Йохан (Ханс) Вилхелм († 1 януари 1614), фрайхер на Рехберг в Донцдорф, женен на 23 май 1605 г. за Анна Регина фон Рехберг († 1659)
- Хайнрих (Ханс) Филип († септември 1611), женен на 20 май 1602 г. за Анна фон Папенхайм († 13 септември 1616), дъщеря на маршал Александер II фон Папенхайм (1530 – 1612) и Маргарета фон Зиргенщайн
- Мария († 9 март 1599, Гмюнд)
- Мария Анна († 7 май 1603, Донцдорф)
- Мария Йохана († сл. 1606)
- Каспар Бернхард II (* 1588; † 8 ноември 1651), издигнат във Виена на 22 юни 1626 г. на имперски граф, Хоенрехберг става господство (29 декември 1627), господар на Илерайхен, императорски съветник и кемерер, граф на Хоенрехберг и Айхен, женен I. на 20 ноември 1616 г. за Мария Хелена фон Райтенау († 1624/1630), II. ок. 1630 г. за фрайин Доротея Йозефа фон Кьонигсег (* 1603; † 6 август (1654), III. в Хоенрехберг на 1 октомври 1642 г. за вилд-и Рейнграфиня Анна Амалия фон Кирбург-Мьорхинген († 1676), IV. за Анна Амалия фон Крихинген († 1676)
- Осана († 1 ноември 1632)
- Урсула († 30 март 1656, Елванген), омъжена I. за Йохан Улрих Шпет фон Цвифалтен цу Еещетен († 14 август 1616), II. на 29 юли 1619 г. за Йохан Райнхард фон Ов цум Нойенхауз и Бирлинген († 3 май 1645)

Втори брак: със Сузана трухсес фон Хьофинген († сл. 1605), дъщеря на Йохан Каспар трухсес фон Хьофинген. Те имат една дъщеря:
- Вероника (* 1590; † 28 февруари 1653, Хирлинген), омъжена на 8 декември 1605 г. за Адам фон Ов цу Хирлинген и Щернек († 9 юни 1630)